# هيكتور مالو
هيكتور مالو (بالفرنسية: Hector Malot) روائي فرنسي وُلد في 20 مايو عام 1830 بمدينة La Bouille بالقرب من مدينة روان وتوفي في 17 يوليو عام 1907. درس القانون في مدينتي روان وباريس، ولكنه في النهاية كرس حياته للأدب حيث أصبح الأدب شغله الشاغل. عمل ناقدًا للدراما في صحيفة Lioyd Francais وناقدًا للأعمال الأدبية في صحيفة L'Opinion Nationale .
أما كتابه الأول الذي نُشر في عام 1859، فكان Les Amants «العشاق». ووصل إجمالي عدد الكتب التي ألفها «مارلوت» إلى ما يزيد عن 73 كتابًا. ومن أشهر كتبه حتى هذا الوقت رواية «بلا عائلة» (Nobody's Boy «أو فتى بلا عائلة» الصادرة عام 1878)، التي تتناول حياة الطفل اليتيم «ريمي» الذي راح ينتقل من مكان لآخر بحثًا عن والديه. وعندما بلغ العاشرة من عمره، اشتراه موسيقي يدعى «فيتاليس» يتكسب من وراء العزف على الناي في الشوارع والميادين. وقد اكتسبت رواية Sans Famille شهرة كبيرة باعتبار أنها تعد من كتب الأطفال على الرغم من أن كاتبها لم يكن يقصد أن تكون الرواية كذلك في بادئ الأمر.
وفي عام 1895، أعلن «مارلوت» اعتزاله كتابة الأدب القصصي، ولكن في عام 1896 عاد برواية L'amour Dominateur بالإضافة إلى روايته العظيمة Lees Romane mes Romans  (The Novel of my Novels) ((قصة حياتي)) التي تعد بمثابة وصف شامل لحياته الأدبية التي زخرت بالعديد من الأعمال.

## أعماله الأدبية
- (ثلاثية) Victimes d'Amour
  - (Les Amants (1859
  - (Les Epoux (1865
  - (Les Enfants (1869
- Les Amours de Jacques (1860)
- Un beau-frère (1869)
- Une belle-mère (1869)
- Romain Kalbris (1869)
- Une Bonne affaire (1870)
- Mme Obernin (1870)
- Sans Famille (Nobody's Boy, 1878)
- En Famille (Nobody's Girl, 1893)
- L'amour Dominateur (1896)
- Le Roman de mes Romans (1896)
- Pages choisies (1898)
- Un Cure de Province (1872)
- Un Mariage sons le Second Empire (1873)
- L'Auberge du Monde (1875-1876, 4 vols.)
- Les Batailles du Mariage (1877, 3 vols.)
- Cara (1877)
- Le Docteur Claude (1879)
- Le Boheme Tapageuse (1880, 3 vols.)
- Pompon, and Une Femme d'Argent (1881)
- La Petite Soeur (1882)
- Les Millions Honteux (1882)
- Les Besogneux (1883)
- Paulette (1883)
- Marichette, and Micheline (1884)
- Le Lieutenant Bonnet (1885)
- Sang Bleu (1885)
- Baccara (1886)
- Zyte (1886)
- Viceo Francis, Seduction, and Ghislaine (1887)
- Mondaine (1888)
- Mariage Riche, and Justice (1889)
- Mere (1890)
- Anie (1891)
- Complices (1892)
- Conscience (1893)
- Amours de Jeunes et Amours de Vieux (1894)

## روابط خارجية
- هيكتور مالو على موقع IMDb (الإنجليزية)
- هيكتور مالو على موقع الموسوعة البريطانية (الإنجليزية)
- هيكتور مالو على موقع ميوزك برينز (الإنجليزية)
- هيكتور مالو على موقع ديسكوغز (الإنجليزية)
- هيكتور مالو على موقع قاعدة بيانات الفيلم (الإنجليزية)

## روابط إضافية
- مؤلفات Hector Malot في مشروع غوتنبرغ